# کولا (مالو تسرنیچه)
کولا (به صربی: Kula) یک منطقهٔ مسکونی در صربستان است که در مالو تسرنیچه واقع شده‌است. کولا ۶۹۹ نفر جمعیت دارد.